# Kozołupy
Kozołupy [pronunciación en polaco: /kɔzɔˈwupɨ/] es un pueblo ubicado en el distrito administrativo de Gmina Stoczek, dentro del condado de Węgrów, Voivodato de Mazovia, en el centro-este de Polonia. Se encuentra a unos 14 kilómetros al norte de Węgrów y a 74 kilómetros al noreste de Varsovia.